# Nonnenbach (Bodensee)
Der Nonnenbach ist ein fast 17 km langer, insgesamt etwa westsüdwestlich laufender Zufluss des Bodensees in Kressbronn im baden-württembergischen Bodenseekreis. Sein Name leitet sich vom altdeutschen Wort Ungenbach = Unkenbach ab.

## Verlauf
Der Bach entspringt südwestlich der zur Gemeinde Achberg gehörenden Ortschaft Isigatsweiler und fließt zunächst in südwestliche Richtung, vorbei an Siberatsweiler, Rudenweiler, Saßenweiler, Dentenweiler, Rengersweiler und Hörbolz.
Ab Bechtersweiler und Unterquerung der Bundesstraße 31 fließt er – die Gemeinde- (Wasserburger Ortsteile Hengnau und Selmnau–Kressbronn) und Landesgrenze (Bayern–Baden-Württemberg) bildend – in westliche Richtung nach Kressbronn am Bodensee. Vorbei an den Ortsteilen Krummensteg und Arensweiler durchfließt der Nonnenbach die Ortsmitte Kressbronns und mündet schließlich beim Strandbad in den Bodensee.
In alten Karten wird der Nonnenbach im Mittellauf auch als Gränzbach oder Grenzbach bezeichnet.
Auf dem Weg zur Mündung begleitet den Bach durchwegs eine üppige Ufervegetation, hauptsächlich Erlen, Eschen und Weiden. Er durchquert weitgehend kleine Wälder und Agrarland. Die zum Teil in den Bach hineinragenden Wurzeln der Bäume bieten Lebensraum für Jungfische und Kleinlebewesen wie Bachflohkrebse.

### Zuflüsse
Von der Quelle zur Mündung nimmt der Nonnenbach neben vielen unbenannten Bächen folgende Zuflüsse auf:
- Abfluss des Hermannsberger Weihers (l), bei Rudenweiler
- Abfluss des Degersees (r), bei Hörbolz
- Graben aus dem Burgstallmoos (l), nordwestlich von Hengnau
- Fallenbach (r), Kressbronner Ortsmitte

## Nutzung

### Gerberei
Auf der heutigen Grünfläche an der Kressbronner Hauptstraße wurde ehemals eine Gerberei betrieben. Zur Wässerung der Häute und Felle benötigte der Gerber eine Menge an Wasser, das dem Nonnenbach entnommen wurde. Die Abwässer gelangten mit dem Nonnenbach ungehindert und ohne geklärt zu werden in den Bodensee.

### Mühlen
Am Lauf des Nonnenbachs werden bzw. wurden vier Mühlen betrieben. Etwas außerhalb von Bechtersweiler liegt die Martinsmühle; hier wird heute noch mit Hilfe der Wasserkraft elektrische Energie erzeugt. Im Kressbronner Gemeindegebiet trieb das Wasser des Nonnenbachs ehemals drei Mühlen an.
Die Ober-, Mittel- und Untermühle sind noch vorhanden, die Mittelmühle noch in Betrieb. Von der Untermühle – ihre Geschichte lässt sich bis um 1400 zurückverfolgen – zeugen noch ein Straßenname, eine Wehranlage und der ehemalige Mühlenteich.

Obermühle Ansichtskarte um 1906
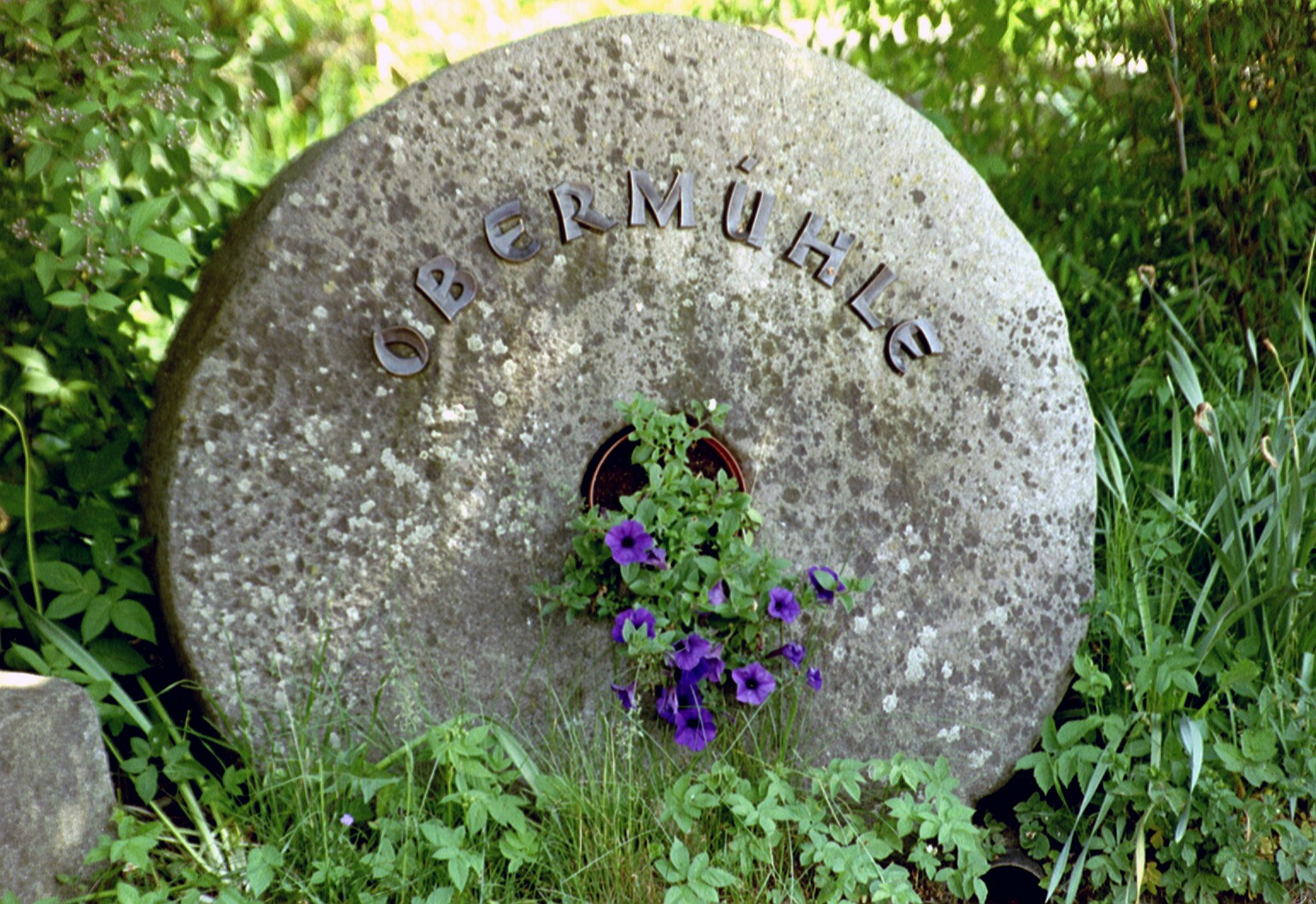
Obermühle Mühlstein
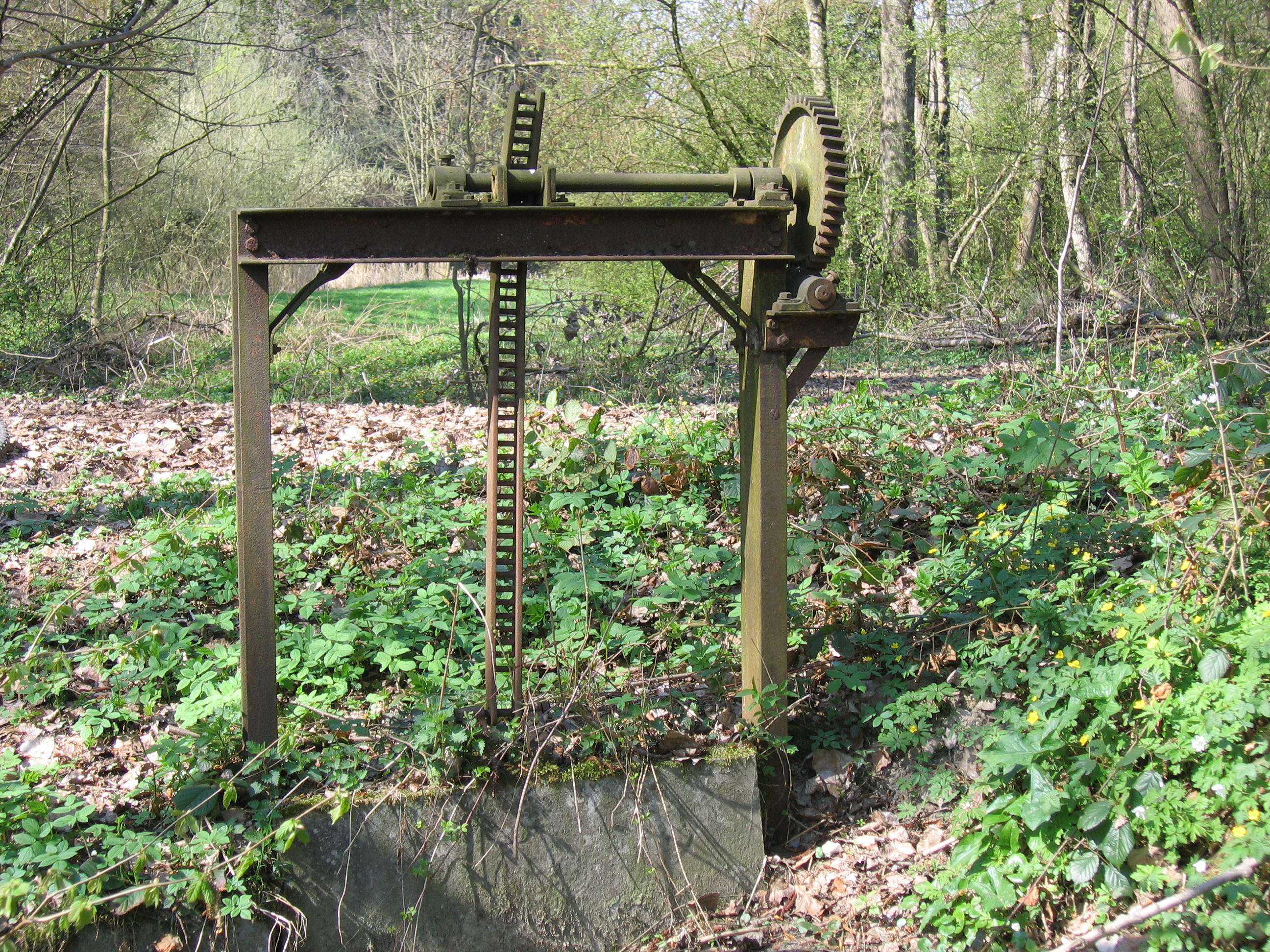
Untermühle Auslasswehr
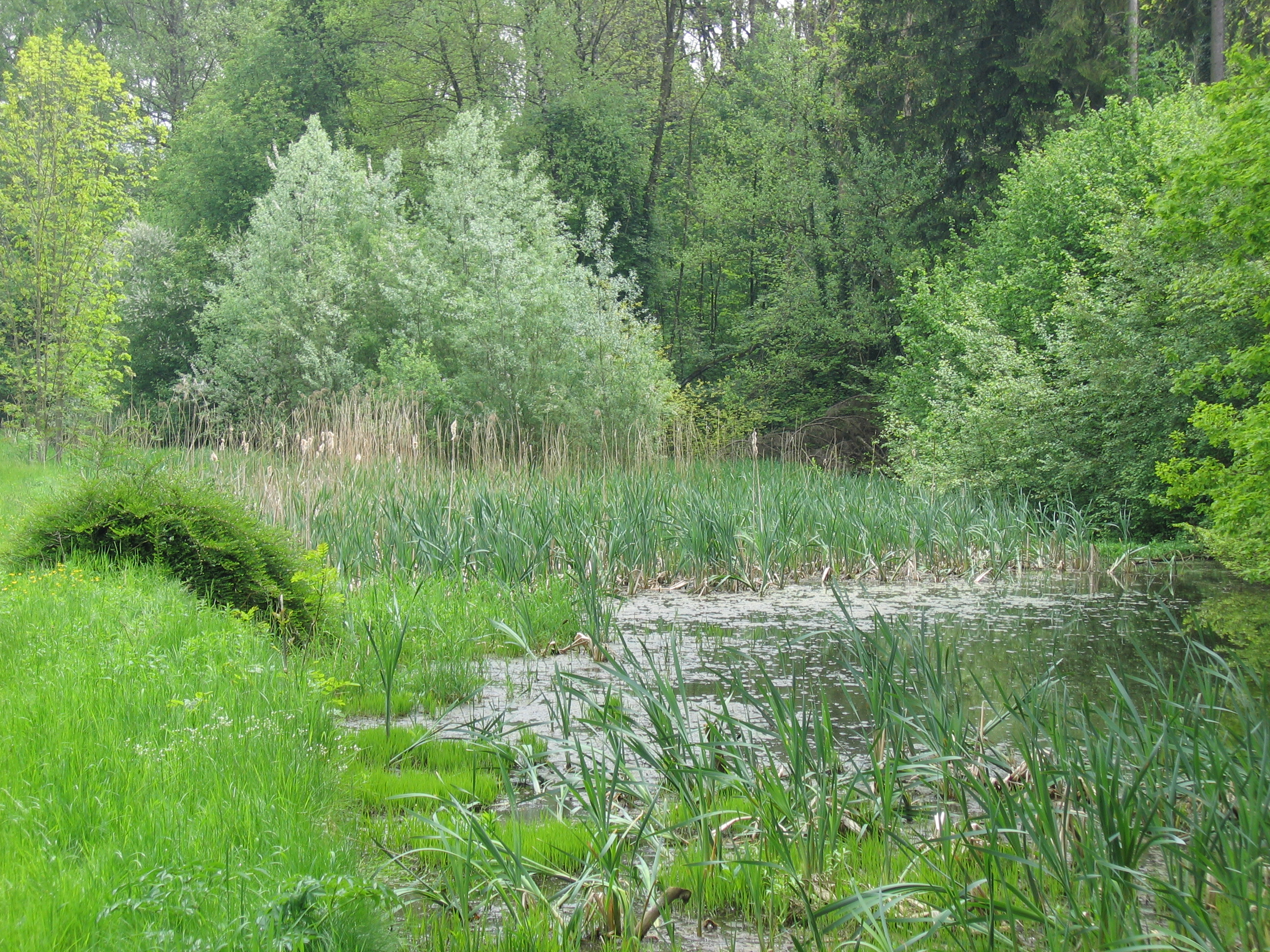
Untermühle Weiher, heute LSG
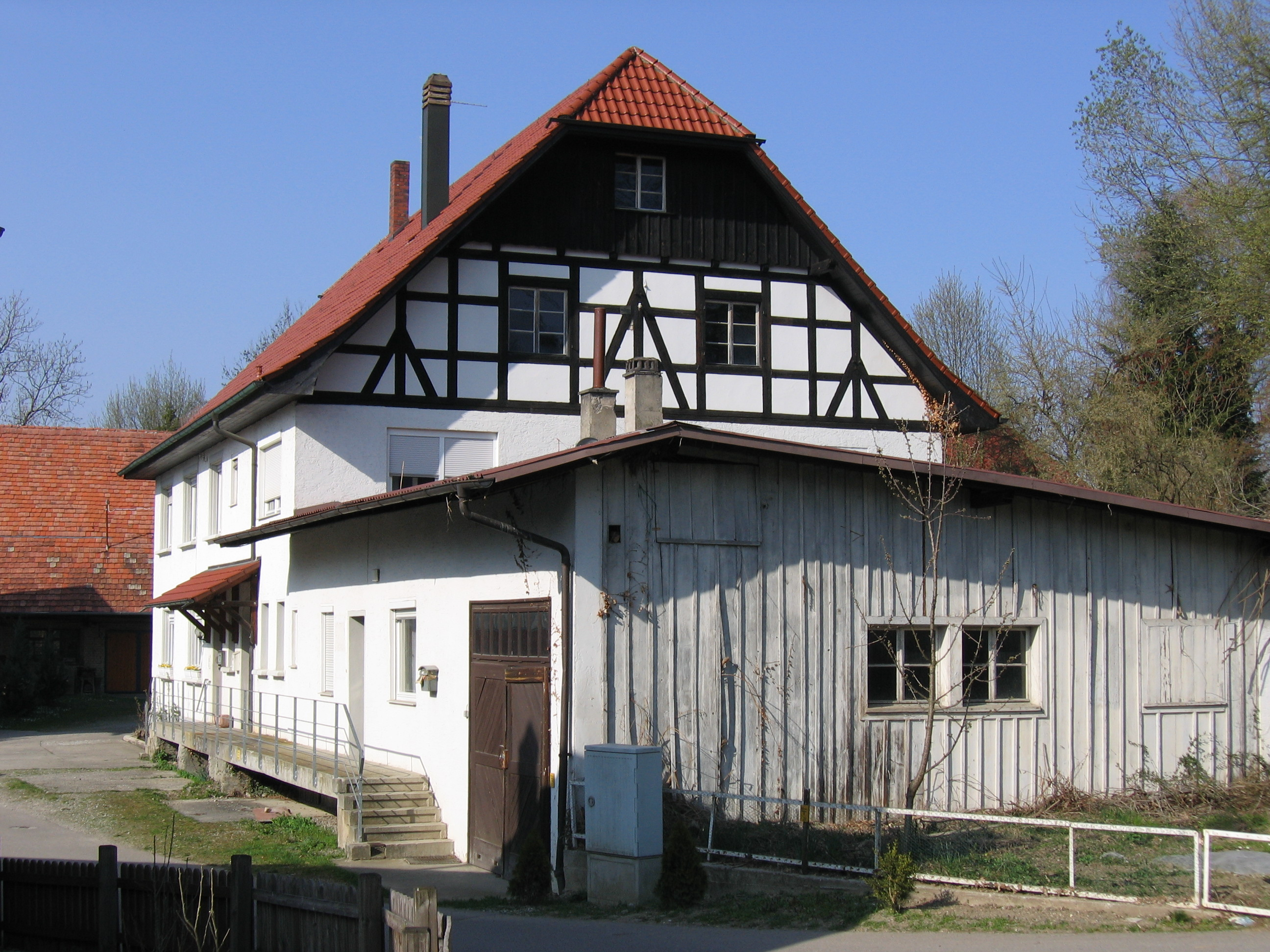
Untermühle
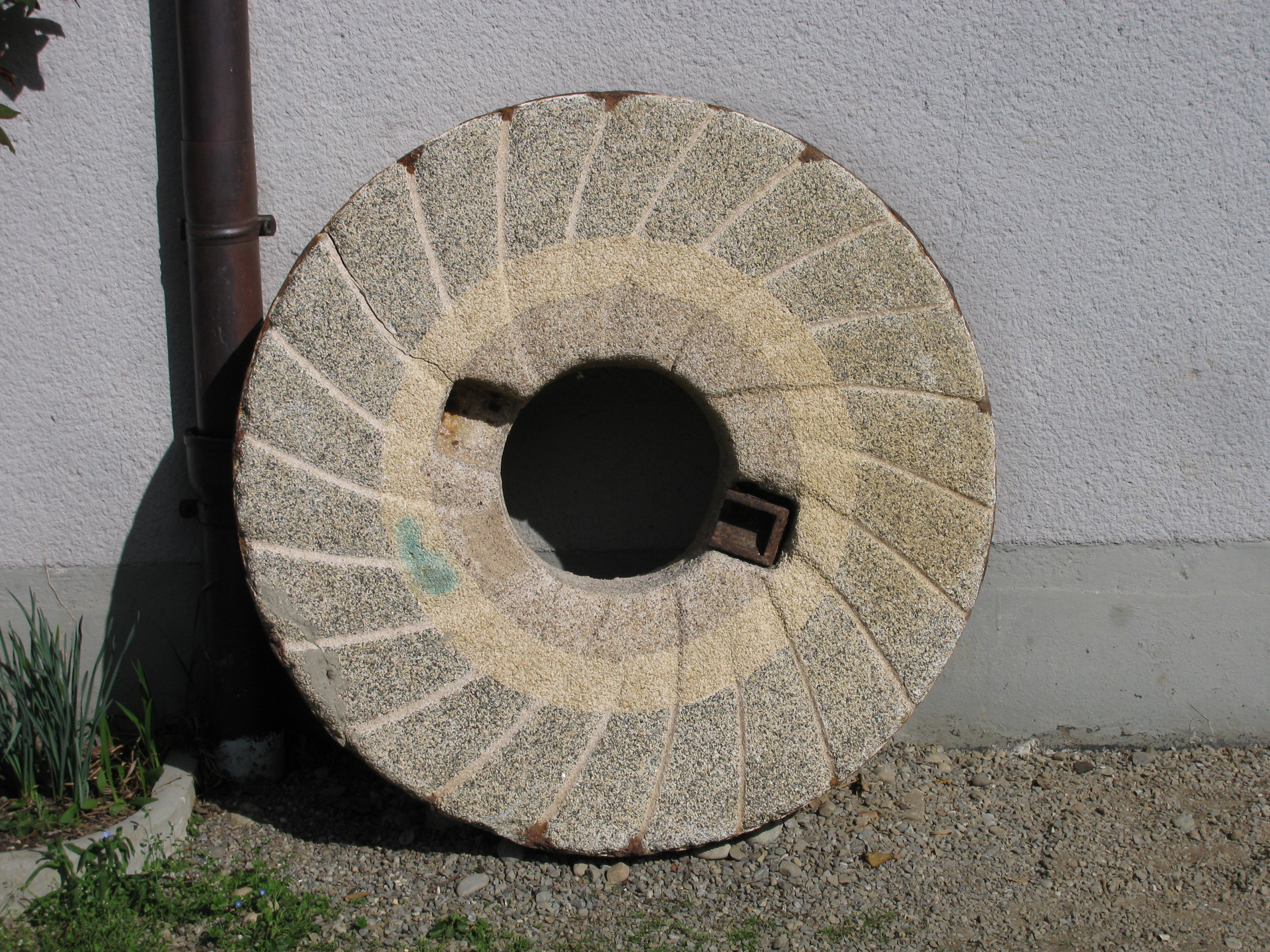
Untermühle Mühlstein

## Schutzgebiete

### FFH-Gebiet
Im Mündungsbereich des Nonnenbachs ist er Teil des am 1. Januar 2005 ausgewiesenen, insgesamt 1363,4 Hektar großen FFH-Gebiets „Bodenseeuferlandschaft östlich Friedrichshafen“ (SG-Nr. DE8423341).

### Landschaftsschutzgebiete
Im Bereich nordöstlich der Kressbronner Ortsmitte ist das Tal des Nonnenbachs Teil des mit Verordnung vom 19. Juni 1986 des Regierungspräsidiums Tübingen ausgewiesenen Landschaftsschutzgebiets „Seenplatte und Hügelland südlich der Argen und Nonnenbachtal“ (SG-Nummer 4.35.034, insgesamt 968 Hektar).
Im Mündungsbereich ist der Nonnenbach Teil des am 13. April 1940 ausgewiesenen, insgesamt 35,3 Hektar großen Landschaftsschutzgebiets „Württembergisches Bodenseeufer“ (SG-Nr. 4.35.001).

### Biotope
Erklärung
- SG-Nr.: Schutzgebietsnummer gemäß Landesanstalt für Umwelt, Messungen und Naturschutz Baden-Württemberg (LUBW) und Umweltobjektkatalog Bayern (UOK)
- Name: offizieller Name des Biotops gemäß LUBW und UOK
- Ort: Stadt, Gemeinde oder Ortsteil, die/der dem jeweiligen Biotop am nächsten liegt
- Lage: „Gm.“ = Gemarkung; „Gw.“ = Gewann; „Fs.“ = Flurstück
- Ko.: Angabe der geographischen Koordinaten des jeweiligen Biotops; verlinkt, öffnet Karte
- Naturraum: „WA“ = Westallgäuer Hügelland; „BB“ = Bodenseebecken
- Größe: Fläche in Hektar (1 Hektar = 10.000 m²) des jeweiligen Biotops
- Erfassung: Datum der jeweiligen Erfassung
- Bemerkungen: Beschreibungen usw. zum jeweiligen Biotop
- Bild: Foto des jeweiligen Biotops

#### Achberg und Tettnang
Entlang des Nonnenbachs sind auf Achberger Gemeinde- und Tettnanger Stadtgebiet von der Quelle bis zur Landesgrenze nach Bayern folgende Biotope ausgewiesen:
| SG-Nr.       | Name                                                  | Ort            | Lage        | Ko.        | Naturraum | Größe [ha] | Erfassung  | Bemerkung/en                                                                           | Bild |
| ------------ | ----------------------------------------------------- | -------------- | ----------- | ---------- | --------- | ---------- | ---------- | -------------------------------------------------------------------------------------- | ---- |
| 183244360356 | Feuchtgebiet südlich von Duznau                       | Duznau         | Gm. Achberg | 53.1136015 | WA        | 0,5029     | 24.05.1995 | Nasswiese, Pfeifengras-Streuwiese und Land-Schilfröhricht                              |      |
| 183244360440 | Feuchtgebüsch nordöstlich von Siggenreute             | Siggenreute    | Gm. Achberg | 53.1136015 | WA        | 0,0420     | 23.06.1995 | Asch-Weiden- und Ohr-Weiden-Feuchtgebüsch                                              |      |
| 183244360423 | Feldgehölz südlich von Duznau                         | Duznau         | Gm. Achberg | 53.1136015 | WA        | 0,0700     | 23.05.1995 | Feldgehölz mit Schwarz-Erle und Purpur-Weide                                           |      |
| 183244360358 | Feuchtgebiet am Königsbühl                            | Siberatsweiler | Gm. Achberg | 53.1136015 | WA        | 0,1495     | 15.05.1995 | Land-Schilfröhricht und Steifseggen-Ried                                               |      |
| 183244360425 | Feldgehölz östlich von Siberatsweiler                 | Siberatsweiler | Gm. Achberg | 53.1136015 | WA        | 0,2171     | 24.05.1995 | Feldgehölz mit Hänge-Birke und Eingriffeligem Weißdorn                                 |      |
| 183244360422 | Schilfröhricht südwestlich Siberatsweiler             | Siberatsweiler | Gm. Achberg | 53.1136015 | WA        | 0,2516     | 22.05.1995 | zwei Teilflächen mit Land-Schilfröhricht und Gebüsche feuchter Standorte               |      |
| 183244360458 | Röhrichtbestände südwestlich Siberatsweiler           | Siberatsweiler | Gm. Achberg | 53.1136015 | WA        | 0,0500     | 10.08.1995 | zwei Teilflächen mit Röhricht und Ufer-Schilfröhricht                                  |      |
| 183244356595 | Feuchtgebietskomplex ‘Graben’ nordöstlich Rudenweiler | Rudenweiler    | Gm. Langnau | 53.1136015 | WA        | 1,8439     | 24.05.1995 | Pfeifengras-Streu- und Nasswiese, Land-Schilf-, Rohrglanzgras- und Ufer-Schilfröhricht |      |
| 183244356586 | Auwaldstreifen am Butzenbach westlich Dentenweiler    | Dentenweiler   | Gm. Langnau | 53.1136015 | WA        | 0,1308     | 23.05.1995 | Gewässerbegleitender Auwaldstreifen von durchschnittlich sechs Meter Breite            |      |

#### Lindau
Entlang des Nonnenbachs sind auf Lindauer Stadtgebiet im Bereich der Ortschaften Rengersweiler, Hörbolz und Bechtersweiler bis zur Landesgrenze nach Baden-Württemberg folgende Biotope ausgewiesen:
| SG-Nr.                 | Name                                                                          | Ort                         | Lage             | Ko.        | Naturraum | Größe [ha] | Erfassung  | Bemerkung/en | Bild |
| ---------------------- | ----------------------------------------------------------------------------- | --------------------------- | ---------------- | ---------- | --------- | ---------- | ---------- | --- | ---- |
| 8324-0004-001          | Nonnenbachabschnitte bei Rengersweiler                                        | Rengersweiler               | Gm. Unterreitnau | 53.1136015 | WA        | 0,5373     | 16.07.1997 | zwei Teilflächen; Ufergehölz und Wald an natürlichem und naturnahem Fließgewässer                                                                               |      |
| 8324-0003-002          | Größere und kleinere Restfeuchtflächen östlich und nördlich von Rengersweiler | Rengersweiler               | Gm. Unterreitnau | 53.1136015 | WA        | 0,7905     | 16.07.1997 | vier Teilflächen; Seggen- und binsenreiche Feucht- und Nasswiesen, Hochstaudenflur und Großseggenried                                                           |      |
| 8324-0124-001          | Begradigter Abschnitt des “Nonnenbaches” südöstlich Rengersweiler             | Rengersweiler               | Gm. Unterreitnau | 53.1136015 | WA        | 0,1497     | 16.07.1997 | Großröhricht, Gewässer-Begleitgehölz, Hochstaudenflur und Nasswiese                                                                                             |      |
| 8323-0011-002 oder 001 | Gehölzsäume am Nonnenbach östlich Hörbolz                                     | Dürren Hörbolz              | Gm. Unterreitnau | 53.1136015 | WA        | 0,0281     | 16.07.1997 | zwei Teilflächen; Ufergehölz mit Grau- und Schwarz-Erle an naturnahem Fließgewässer                                                                             |      |
| 8323-0010-001          | Begradigte Nonnenbachabschnitte südöstlich und südlich Hörbolz                | Hörbolz                     | Gm. Unterreitnau | 53.1136015 | WA        | 0,2653     | 16.07.1997 | zwei Teilflächen; Großröhricht und Verlandungsvegetation an bis zu zwei Meter breitem Graben mit zügiger Wasserführung von durchschnittlich 80 Zentimeter Tiefe |      |
| 8423-0006-001          | Feuchtkomplex am Nonnenbach östlich Bechtersweiler                            | Bechtersweiler              | Gm. Unterreitnau | 53.1136015 | WA        | 0,2542     | 18.07.1997 | Seggenried und Nasswiese am hier wegen einer Mühlgrabenabzweigung auf die West-Seite eines engen Durchlasses zwischen zwei Drumlins verlegten Nonnenbachs       |      |
| 8423-0007-001          | Nonnenbachabschnitte bei der Martinsmühle südöstlich Bechtersweiler           | Bechtersweiler              | Gm. Unterreitnau | 53.1136015 | WA        | 0,6626     | 18.07.1997 | eine von zwei Teilflächen mit Ufergehölzen, Hochstaudenfluren und Seggenrieden an naturnahem Fließgewässer                                                      |      |
| 8423-0007-002          | Nonnenbachabschnitte bei der Martinsmühle südöstlich Bechtersweiler           | Bechtersweiler              | Gm. Unterreitnau | 53.1136015 | WA        | 0,2190     | 18.07.1997 | eine von zwei Teilflächen mit Ufergehölzen, Hochstaudenfluren und Seggenrieden an naturnahem Fließgewässer                                                      |      |
| 8423-0011-001          | Nonnenbachabschnitte von Bechtersweiler bis südwestlich Rickatshofen          | Bechtersweiler Rickatshofen | Gm. Unterreitnau | 53.1136015 | WA        | 0,2768     | 18.07.1997 | eine von zwei Teilflächen mit Ufergehölz, Unterwasser- und Schwimmblattvegetation an naturnahem Fließgewässer                                                   |      |
| 8323-0006-001          | Abschnitt des Nonnenbachs westlich Bechtersweiler                             | Bechtersweiler              | Gm. Unterreitnau | 53.1136015 | WA        | 0,4517     | 22.07.1997 | Ufergehölz an naturnahem Bachlauf |      |
| 8423-0011-001          | Nonnenbachabschnitte von Bechtersweiler bis südwestlich Rickatshofen          | Bechtersweiler Rickatshofen | Gm. Unterreitnau | 53.1136015 | WA        | 1,4995     | 18.07.1997 | eine von zwei Teilflächen mit Ufergehölz, Unterwasser- und Schwimmblattvegetation an naturnahem Fließgewässer                                                   |      |

#### Kressbronn
Entlang des Nonnenbachs sind auf Kressbronner Gemeindegebiet bis zur Mündung in den Bodensee folgende Biotope ausgewiesen:
| SG-Nr.       | Name                                                          | Ort                      | Lage                                                   | Ko.        | Naturraum | Größe [ha] | Erfassung  | Bemerkung/en | Bild |
| ------------ | ------------------------------------------------------------- | ------------------------ | ------------------------------------------------------ | ---------- | --------- | ---------- | ---------- | --- | ---- |
| 184234353030 | Feuchtgebiet 'Ellenhalde' östlich Kümmertsweiler              | Kümmertsweiler           | Gm. Kressbronn Gw. Ellenhalde                          | 53.1136015 | WA        | 0,3529     | 20.06.1996 | Feuchtgebiet in der Aue des Nonnenbachs mit Nasswiese und Land-Schilfröhricht                                                                        |      |
| 184234353023 | Nonnenbach mit Auwaldstreifen südöstlich Kümmertsweiler       | Kümmertsweiler           | Gm. Kressbronn Gw. Wiesenreute                         | 53.1136015 | WA        | 0,5532     | 20.06.1996 | zwei Teilflächen; naturnaher Bachlauf auf einer Länge von rund 1,5 Kilometer                                                                         |      |
| 184234353029 | Nasswiese 'Ellenhalde' östlich Kümmertsweiler                 | Kümmertsweiler           | Gm. Kressbronn Gw. Ellenhalde                          | 53.1136015 | WA        | 0,4429     | 13.08.1996 | zwei Teilflächen; staunasse Nasswiese und Gebüsch feuchter Standorte                                                                                 |      |
| 184234353028 | Feuchtgebietskomplex 'Ellenhalde' südwestl. Kümmertsweiler    | Kümmertsweiler           | Gm. Kressbronn Gw. Ellenhalde                          | 53.1136015 | WA        | 0,9344     | 20.06.1996 | Großflächiges Feuchtgebiet in der Aue des Nonnenbachs mit Land-Schilfröhricht, Rohrglanzgras-Röhricht, Feldgehölzund Nasswiese                       |      |
| 184234353027 | Schilfröhricht 'Wiesenreute' südöstlich Kümmertsweiler        | Kümmertsweiler           | Gm. Kressbronn Gw. Wiesenreute                         | 53.1136015 | WA        | 0,1909     | 20.06.1996 | drei Teilflächen mit Landschilfröhrichtbeständen im Auenbereich des Nonnenbachs                                                                      |      |
| 184234353024 | Feuchtwiesenkomplex 'Wiesenreute' südöstlich Kümmertsweiler   | Kümmertsweiler           | Gm. Kressbronn Gw. Wiesenreute Fs. 4818-4821           | 53.1136015 | WA        | 1,4078     | 20.06.1996 | drei Teilflächen; Niedermoor mit Sumpf- und Blasenseggenried, Nasswiese, Feldhecke, Land-Schilf- und Rohrglanzgras-Röhricht                          |      |
| 284234350233 | Östlicher Nonnenbach                                          | Krummensteg              | Gm. Kressbronn Gw. Eggisholz                           | 53.1136015 | WA        | 2,1000     | 02.08.1989 | Waldbiotop; drei Teilflächen mit naturnahem Abschnitt eines Flachlandbachs und Schwarz-Erlen-Eschen-Wald                                             |      |
| 184234353020 | Nonnenbach mit Auwaldstreifen südöstlich Krummensteg          | Krummensteg              | Gm. Kressbronn Gw. Krummensteg Fs. 6051                | 53.1136015 | WA        | 0,2768     | 21.06.1996 | Naturnaher Bachabschnitt, etwa 750 m lang, mit Auwaldstreifen und gewässerbegleitender Hochstaudenflur                                               |      |
| 184234353022 | Feuchtgebiet 'Eggisholz' südöstlich Krummensteg               | Krummensteg              | Gm. Kressbronn Gw. Krummensteg Fs. 4770                | 53.1136015 | WA        | 0,5429     | 21.06.1996 | Feuchtgebiet mit Nasswiese, Land-Schilf- und Rohrglanzgras-Röhricht                                                                                  |      |
| 184234353021 | Nasswiese am Nonnenbach südöstlich Krummensteg                | Krummensteg              | Gm. Kressbronn Gw. Krummensteg Fs. 4770                | 53.1136015 | WA        | 0,2393     | 13.08.1996 | Artenarme Nasswiese in der Aue des Nonnenbachs, die in einigen Bereichen zeitweise als Viehweide genutzt wird                                        |      |
| 184234353019 | Feuchtgebiet 'Unter dem Häldele' südlich Poppis               | Krummensteg              | Gm. Kressbronn Gm. Unter dem Häldele Fs. 4768 und 4770 | 53.1136015 | WA        | 0,5168     | 20.06.1996 | zwei Teilflächen mit Rohrglanzgras-Röhricht, Sickerquelle, Sumpfseggen-Ried und Nasswiese                                                            |      |
| 184234353018 | Nonnenbachschleife 'Unter dem Häldele' südlich Poppis         | Arensweiler, Krummensteg | Gm. Kressbronn Gw. Unter dem Häldele                   | 53.1136015 | WA        | 0,1962     | 13.08.1996 | Rund ein Meter tief eingeschnittener, naturnaher Bachlauf                                                                                            |      |
| 184234353015 | Feldgehölz am Nonnenbach bei Obermühle                        | Obermühle                | Gm. Kressbronn Gw. Butzenegert Fs. 5892/1              | 53.1136015 | BB        | 0,1230     | 15.08.1996 | Lineares Feldgehölz entlang der linken, nordexponierten Uferböschung des begradigten Nonnenbachs                                                     |      |
| 184234353014 | Auwaldstreifen am Nonnenbach westlich Obermühle               | Obermühle                | Gm. Kressbronn Gw. Obermühle Fs. 1140                  | 53.1136015 | BB        | 0,0284     | 15.08.1996 | Alter Gehölzbestand in gewässerbegleitendem Auwaldstreifen                                                                                           |      |
| 184234353013 | Naturnaher Nonnenbach mit Gehölzsaum westlich Obermühle       | Obermühle                | Gm. Kressbronn Gm. Obermühle                           | 53.1136015 | BB        | 0,0200     | 15.08.1996 | Naturnaher Bachabschnitt mit gewässerbegleitendem Auwaldstreifen                                                                                     |      |
| 284234350232 | Westlicher Nonnenbach                                         | Obermühle                | Gm. Kressbronn Gw. Obermühle                           | 53.1136015 | BB        | 1,7000     | 02.08.1989 | Waldbiotop; zwei Teilflächen mit Tobel, Klinge und naturnahem Abschnitt eines Flachlandbachs                                                         |      |
| 284234350231 | Bacheschenwald Nonnenbach                                     | Mittelmühle              | Gm. Kressbronn Gw. Mittelmühle und Gw. Mühlhalde       | 53.1136015 | BB        | 1,7000     | 02.08.1989 | Waldbiotop mit naturnahem Abschnitt eines Flachlandbachs, Röhricht und Schwarz-Erlen-Eschen-Wald                                                     |      |
| 184234353010 | Feuchtgebiet ‘Mittelmühle’ östlich Kressbronn                 | Mittelmühle              | Gm. Kressbronn Gw. Mittelmühle Fs. 1126                | 53.1136015 | BB        | 0,4307     | 15.08.1996 | zwei Teilflächen; Feuchtgebiet mit Nasswiese, Land-Schilfröhricht, Sumpfwald und Sumpfseggen-Ried                                                    |      |
| 184234353011 | Auwaldstreifen am Mittelmühlenbach östlich Kressbronn         | Mittelmühle              | Gm. Kressbronn Gw. Mittelmühle Fs. 1125 und 1126       | 53.1136015 | BB        | 0,0732     | 15.08.1996 | Gewässerbegleitender Auwaldstreifen mit Berg-Ahorn und Schwarz-Erle                                                                                  |      |
| 184234352997 | Nonnenbach mit Auwaldstreifen in Kressbronn Ost               | Kressbronn               | Gm. Kressbronn Gw. Bochenloch                          | 53.1136015 | BB        | 0,7713     | 16.08.1996 | Naturnaher Abschnitt des Nonnenbachs mit altem Gehölzbestand im Auwaldstreifen                                                                       |      |
| 184234352998 | Feldgehölz ‘Bochenloch’ am Nonnenbach bei Kressbronn Ost      | Kressbronn               | Gm. Kressbronn Gw. Bochenloch Fs. 1114 und 1115        | 53.1136015 | BB        | 0,1473     | 15.08.1996 | Feldgehölz auf einem steilen Südhang mit altem, hochwüchsigem und dichtem Gehölzbestand                                                              |      |
| 184234352999 | Teich ‘Bochenloch’ bei Kressbronn                             | Kressbronn               | Gm. Kressbronn Gw. Bochenloch                          | 53.1136015 | BB        | 0,0837     | 16.08.1996 | Verlandungsfläche eines Teichs bzw. des aufgestauten Kanals zur ehemaligen ‚Untermühle‘ mit Tauch-/Schwimmblattvegetation und Rohrglanzgras-Röhricht |      |
| 184234352996 | Auwaldstreifen am begradigten Nonnenbach in Kressbronn        | Kressbronn               | Gm. Kressbronn Gw. Untermühle Fs. 458/1 und 907        | 53.1136015 | BB        | 0,0846     | 16.08.1996 | zwei Teilbereiche; von Esche geprägter, gewässerbegleitender Auwaldstreifen beidseitig des begradigten und am Ufer befestigten Nonnenbachs           |      |
| 184234352976 | Auwaldstreifen am Nonnenbach südlich Kressbronn               | Kressbronn               | Gm. Kressbronn Gw. Brühl und Gw. Reid Fs. 1847         | 53.1136015 | BB        | 0,3390     | 28.08.1996 | zehn Teilbereiche; hochwüchsiger, schmaler Auwaldstreifen beidseitig des begradigten und an den Ufern befestigten Nonnenbachs                        |      |
| 184234352975 | Silberweidensaum am Nonnenbach bei der Bodanwerft             | Kressbronn               | Gm. Kressbronn Fs. 1847                                | 53.1136015 | BB        | 0,0213     | 29.08.1996 | Gewässerbegleitender Auwaldstreifen entlang der linken Uferböschung des am Ufer befestigten Nonnenbachs mit Silber- und Bruchweiden                  |      |
| 184234352969 | Feuchtgebietskomplex ‘Boschach’ westlich Strandbad Kressbronn | Kressbronn               | Gm. Kressbronn Gw. Boschach                            | 53.1136015 | BB        | 6,1779     | 18.06.1996 | Großflächiges Feuchtgebiet mit Pfeifengras-Streuwiese, Feldgehölz, Röhricht, Feldhecke und Feuchtgebüsch                                             |      |
| 184234352970 | Gehölzsaum am Nonnenbach bei Strandbad Kressbronn             | Kressbronn               | Gm. Kressbronn Fs. 1765/1 und 1847                     | 53.1136015 | BB        | 0,0613     | 29.08.1996 | Feldhecke entlang des Nonnenbachs mit Spitz- und Berg-Ahorn, Silber-, Bruch- und Purpur-Weide                                                        |      |
| 184234352966 | Naturnahes Bodenseeufer westlich des Strandbads Kressbronn    | Kressbronn               | Gm. Kressbronn Gw. Boschach                            | 53.1136015 | BB        | 1,7958     | 29.08.1996 | Flachuferzone des Bodensees bei der Nonnenbachmündung                                                                                                |      |

## Renaturierung
Im Winter und Frühjahr des Jahres 1996 begann man in Kressbronn, den über dreißig Jahre zuvor zu einem teilweise als Kanal verbauten Nonnenbach zu renaturieren. Zwischen Bodanstraße und der Mündung in den Bodensee wurden zuerst der feste Bachgrund und die festen Seitenwände entfernt. Durch die anschließende Ausbaggerung bekam der Bach mehr Platz und einen leicht geschwungenen Verlauf.
Kleine Bäume, Büsche und Schilf wurden gepflanzt. Im zweiten Abschnitt wurde 1998 der Bereich oberhalb der Bodanstraße entlang der Irisstraße renaturiert. Infolge der Arbeiten hat der Bach jetzt wieder Gumpen, bei Niedrigwasser kleine Kiesbänke und einen erhöhten Fischbestand.

## Unglück
Am 21. Juli 2004 ereignete sich am Oberlauf des Nonnenbachs ein Unglück: Beim Umpumpen von Gülle platzte eine Rohrverbindung und viele Liter ergossen sich in den Bach und letztendlich in den Bodensee. Durch das dort späte Eintreffen nach 18 Uhr brauchte kein Badeverbot ausgesprochen zu werden.
Im Nonnenbach blieben zahlreiche verendete Fische zurück: Strömer, Elritzen und Bachforellen – erstgenannte standen auf der Roten Liste der Fischarten in Baden-Württemberg – wurden ausgelöscht, Äschen, Groppen und andere Fischarten stark dezimiert.

## Der Nonnenbach in der Literatur
Der deutsche Schriftsteller Martin Walser (* 1927 in Wasserburg am Bodensee; † 2023 in Überlingen) erwähnt den Nonnenbach sowohl in seinem 1979 veröffentlichten Roman Seelenarbeit:

„Biegungen des Nonnenbachs sah er, tief unterm Eckesholz, Streuwiesen, Erlen. Welch dunkle Ruhestellen entstehen dadurch, daß der Bach das Ufer stellenweise wegfrißt, es dann aber bei der nächsten Erlengruppe wieder stehenlassen muß. Hinter den Wurzelverbänden solcher Erlenkanzeln entstehen reine dunkle Spiegel. (…) Xaver war als Kind oft tagelang am Nonnenbach drunten und hatte sich am liebsten über die ruhig dunklen Stellen in den Bachbiegungen gebeugt. Hatte den Arm hineingestreckt und ihn vom Wasserspiegel brechen lassen.“

als auch in dem 1998 erschienenen Roman Ein springender Brunnen

„… und von Hengnau nach Kümmertsweiler sind es höchstens drei Kilometer. Luftlinie. In Wirklichkeit geht es hinter Hengnau ziemlich bergauf, dann durch den Atzenbohl-Wald tief hinab zum Nonnenbach, über den Krummen Steg hinüber und sofort wieder ganz steil hinauf zu dem Weiler, der Kümmertsweiler heißt.“

und in seinem Roman Das Einhorn von 1966:

„… Zäh, sagte Anselm, windet, wie du siehst, von zu vielen Erlen interpunktiert, der Nonnenbach seine lautlose Erzählung durchs Tal herab.“

## Sonstiges
- Im heutigen Kressbronn sind sowohl die Nonnenbachschule als auch der Fußweg „Am Nonnenbach“ vom Bahnhof zur Seestraße nach dem Nonnenbach benannt.
- Die Gemeinde Kressbronn entstand 1934 aus den bis dahin selbständigen Ämtern Hemigkofen und Nonnenbach.